# Juleum

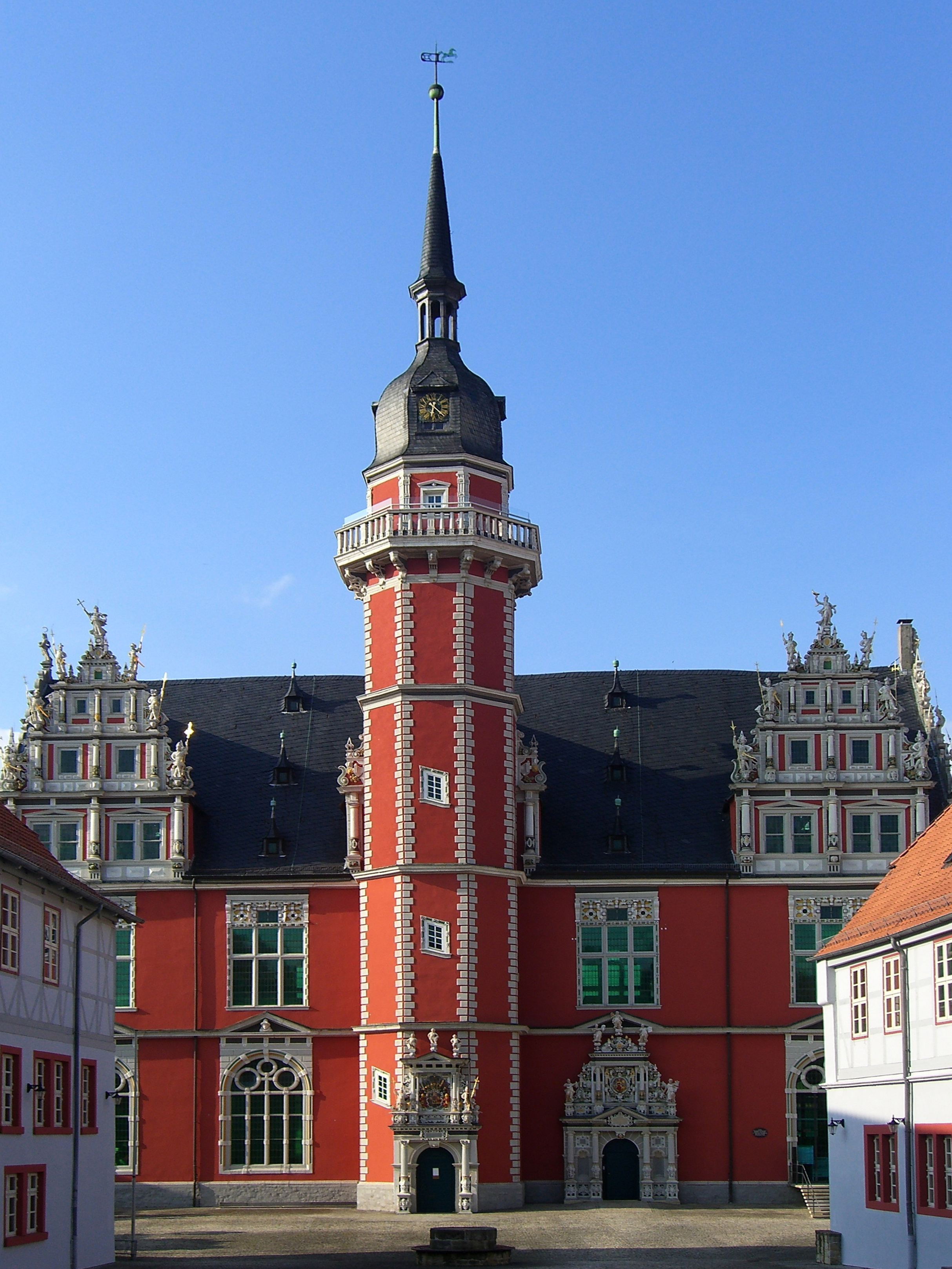
Juleum Novum in Helmstedt

Das Juleum, auch Juleum Novum, ist ein mehrgeschossiges Hörsaal- und Bibliotheksgebäude der ehemaligen Universität in der niedersächsischen Kreisstadt Helmstedt in Deutschland. Das Bauwerk wurde zwischen 1592 und 1612 im Baustil der Weserrenaissance errichtet und zählt zu den bedeutendsten Profanbauten dieser Epoche in Norddeutschland.

## Geschichte
Mit der Gründung der welfischen Universität durch Herzog Julius in Helmstedt im Jahr 1576 wurde auch sehr bald die Notwendigkeit der Errichtung eines repräsentativen Haupt- und Hörsaalgebäudes deutlich. Die Vorlesungen fanden bis zu dieser Zeit überwiegend in den Wohnhäusern der Professoren statt. Steigende Studentenzahlen und das Geltungsstreben des Herzogs und der Universitätsleitung führten in der Folgezeit zu ersten Planungen für einen palastähnlichen Bau. Mit der Ausführung beauftragte Herzog Heinrich Julius im Oktober 1592 den herzoglichen Baumeister Paul Francke, der bereits die beiden Collegiengebäude der Universität als Flügelbauten errichtet hatte. Die Planungen sahen ein großes Auditorium maximum der Theologen und Philosophen im Erdgeschoss vor, in dem auch die Feierlichkeiten der Universität stattfanden sollten, und zwei separate Hörsäle für die Juristen und Mediziner im Obergeschoss. Im Kellergeschoss wurde ein Weinkeller mit zwei beheizbaren Schankräumen konzipiert. Kritikern soll Herzog Heinrich Julius entgegnet haben, dass die Studenten lernen sollten, Bacchus mit Füßen zu treten.

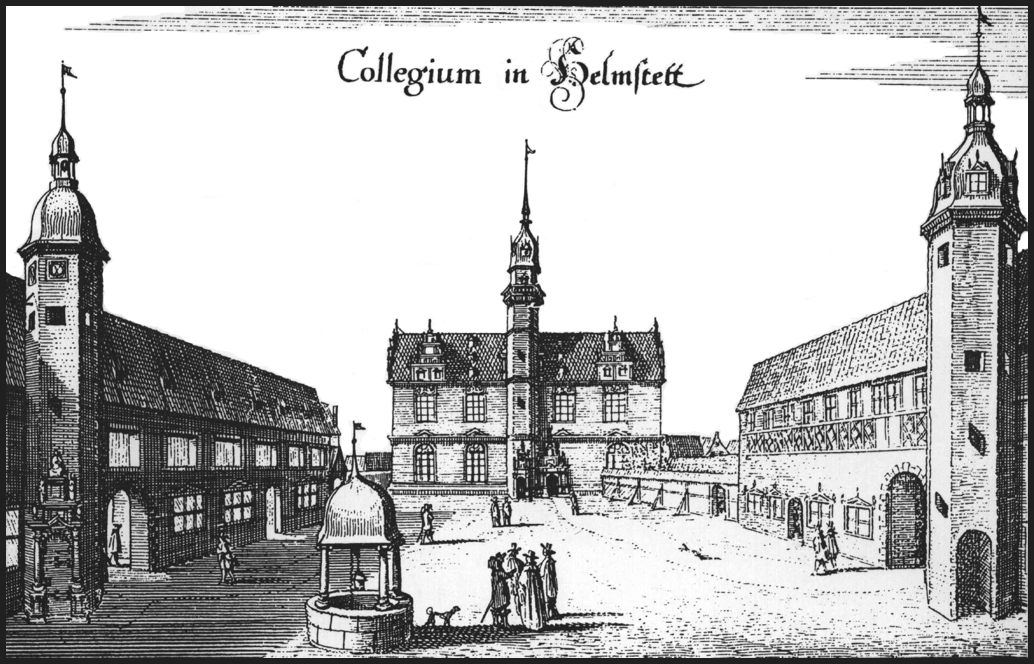
Juleum und Collegienflügel im 17. Jahrhundert

Ein Jahr später erfolgte der Baubeginn auf dem städtischen Besitz des Klosters Mariental in Helmstedt, dem „Grauen Hof“. Als funktionale und bautypologische Vorbilder der Anlage dienten u. a. die Gebäude der Universität Altdorf sowie das New College in Oxford. Die Steinmetzarbeiten und die Erstellung des umfangreichen Figurenschmuckes führte Jacob Meyerheine aus. Im Jahr 1597 konnten die wesentlichen Bauarbeiten mit der Eindeckung des Gebäudes abgeschlossen werden. Die offizielle Einweihung des Bauwerkes erfolgte allerdings erst am 15. Oktober 1612 – exakt 20 Jahre nach Bauvergabe – in Abwesenheit des in Prag weilenden Herzogs, der es zum Andenken an seinen Vater und Universitätsgründer „Juleum“ nannte.
Wesentliche Umbauarbeiten wurden im Jahr 1715 nach Sturmschäden am Treppenturm sowie 1765 durch Zusammenlegung des juristischen und des medizinischen Vorlesungsraumes zu einem großen Bibliothekssaal im Obergeschoss vorgenommen.
Nach Schließung des Universitätsbetriebes im Jahr 1810 wurde das Juleum noch sporadisch von örtlichen Schulen genutzt. Der zunehmende Verfall machte Sanierungen notwendig. Die umfangreichsten Restaurierungs- und Umbauarbeiten fanden zwischen 1966 und 1971 statt, bei denen auch der neue Eingangsbereich auf der Südseite geschaffen wurde. Der Keller wurde zum heutigen Kreis- und Universitätsmuseum umgestaltet und im Erdgeschoss wurde eine große Aula für Festveranstaltungen und wissenschaftliche Vorträge geschaffen. Hier finden auch alljährlich im Herbst die Helmstedter Universitätstage statt. Der Bibliothekssaal beherbergt bis heute die Reste der ehemaligen Universitätsbibliothek mit derzeit noch ca. 35.000 Bänden. Die übrigen Bücher befinden sich in der Herzog August Bibliothek in Wolfenbüttel.

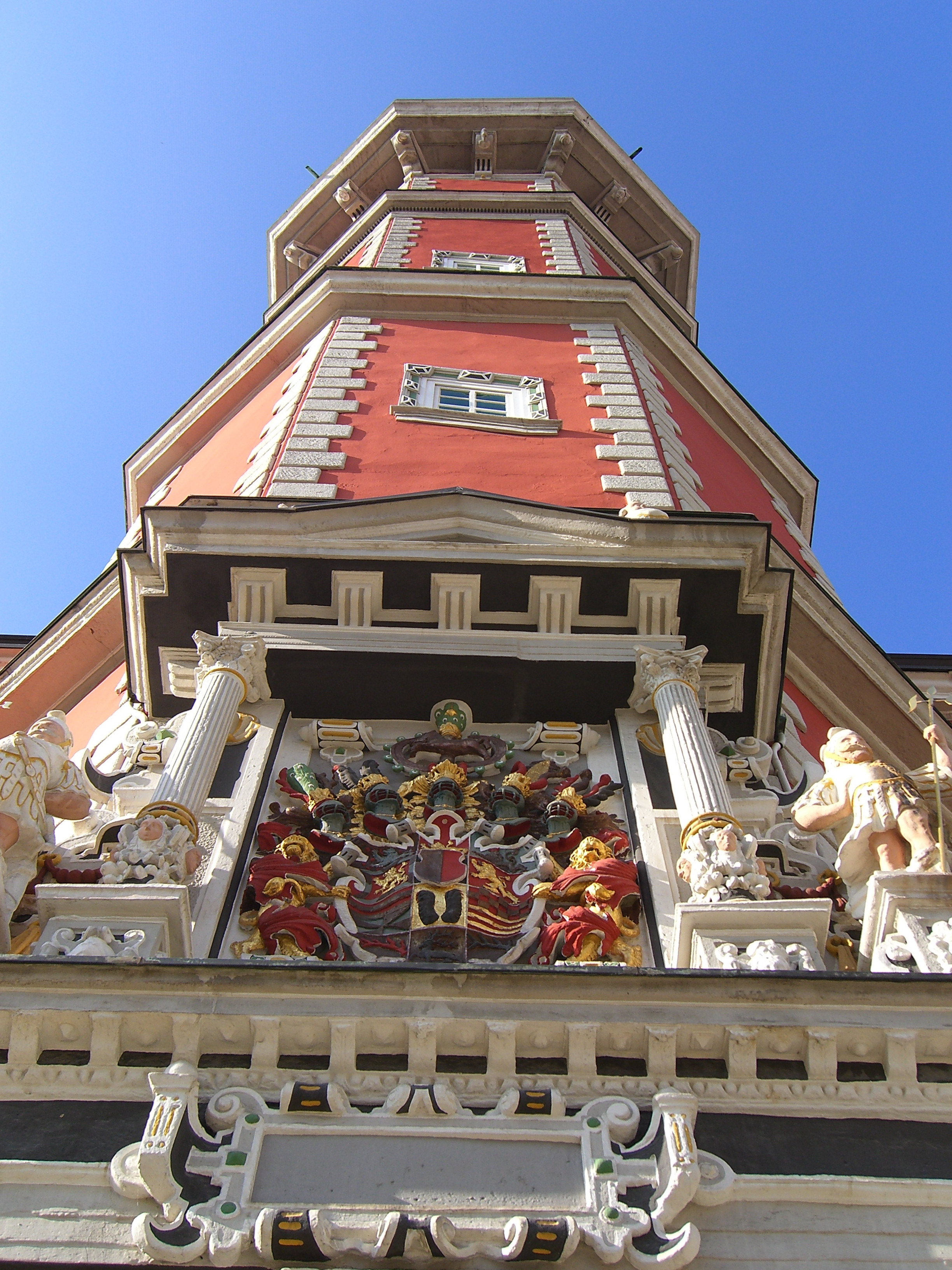
Treppenturm mit herzoglichem Wappen
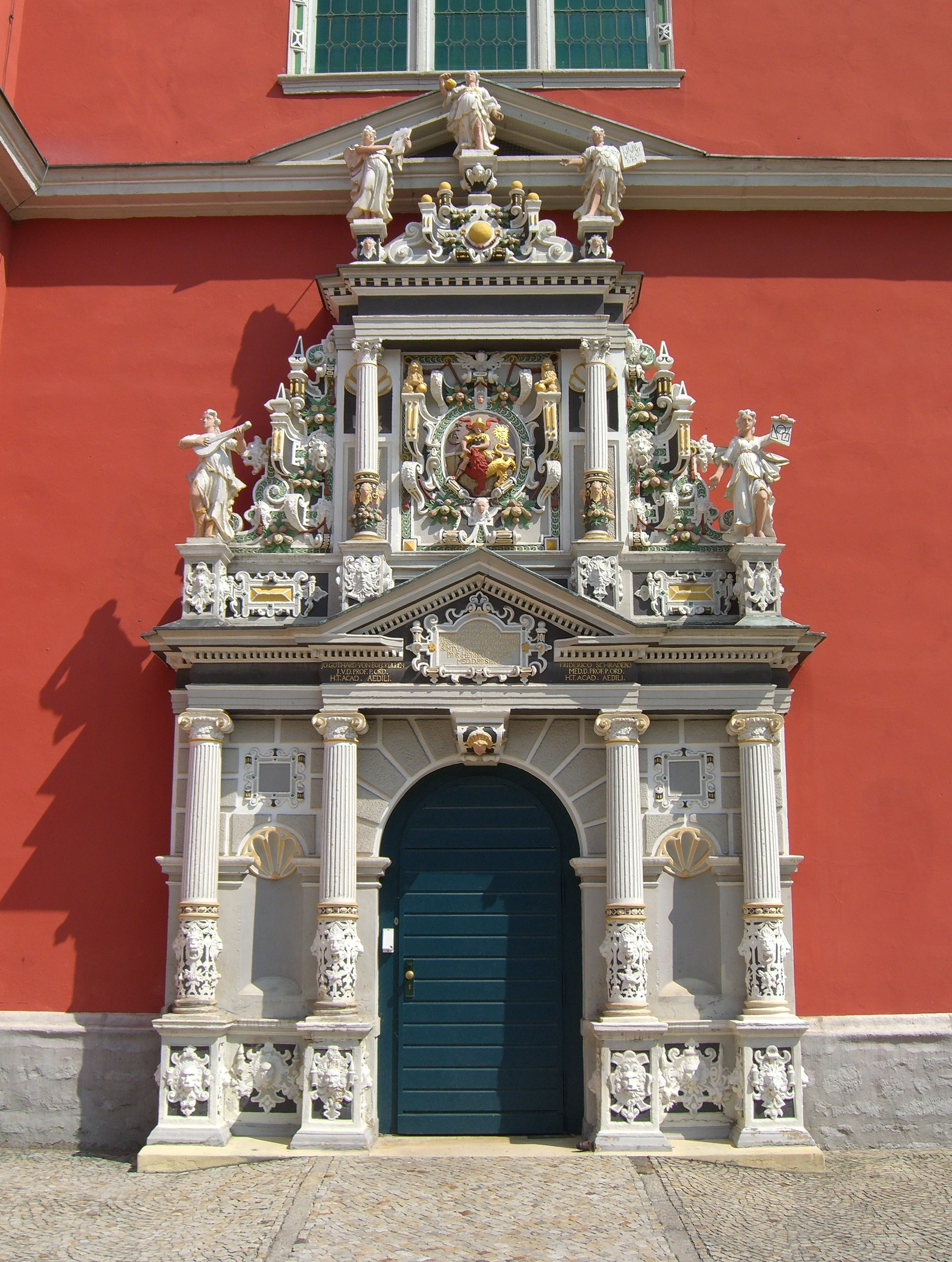
Hauptportal
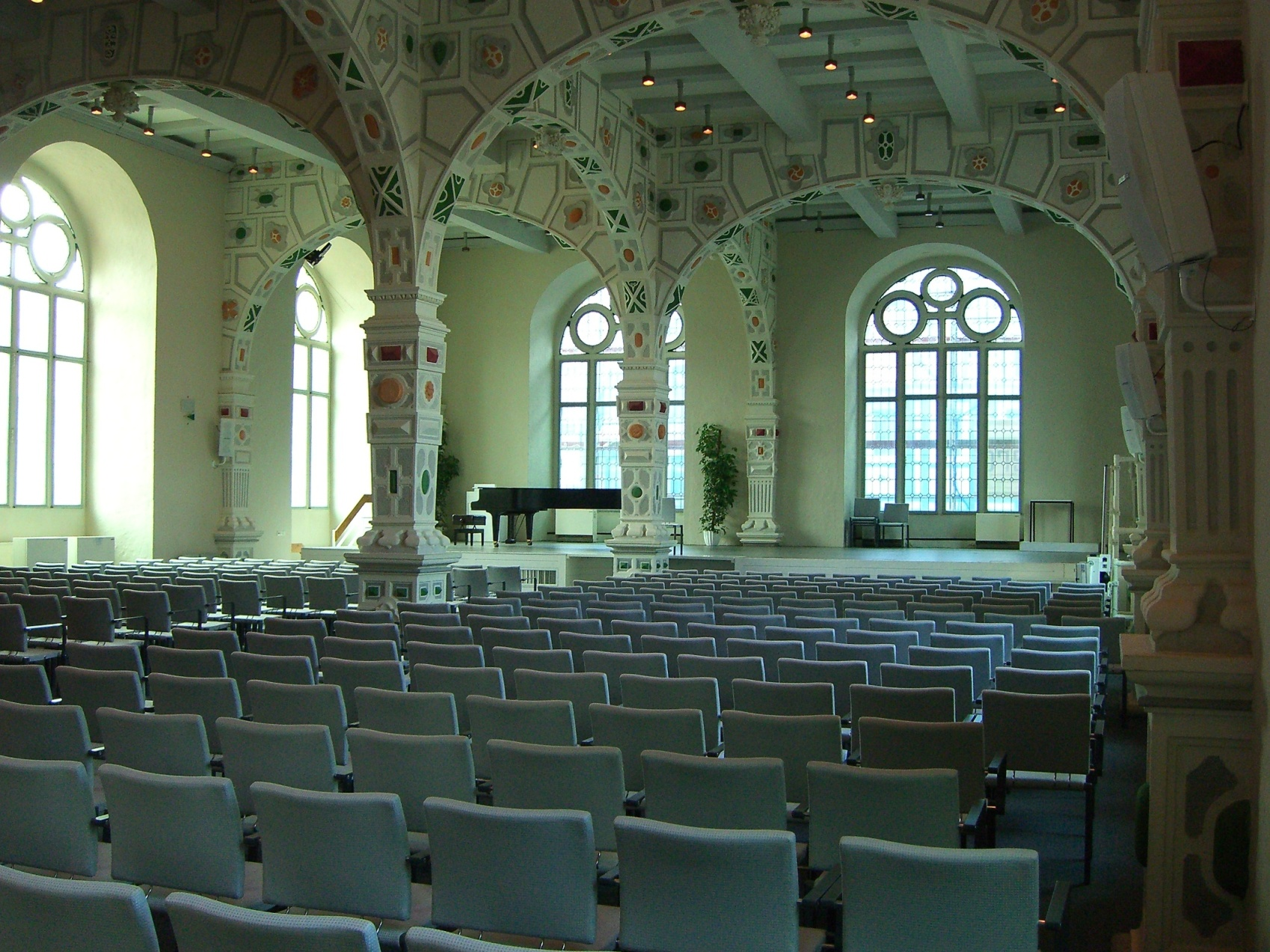
Auditorium maximum
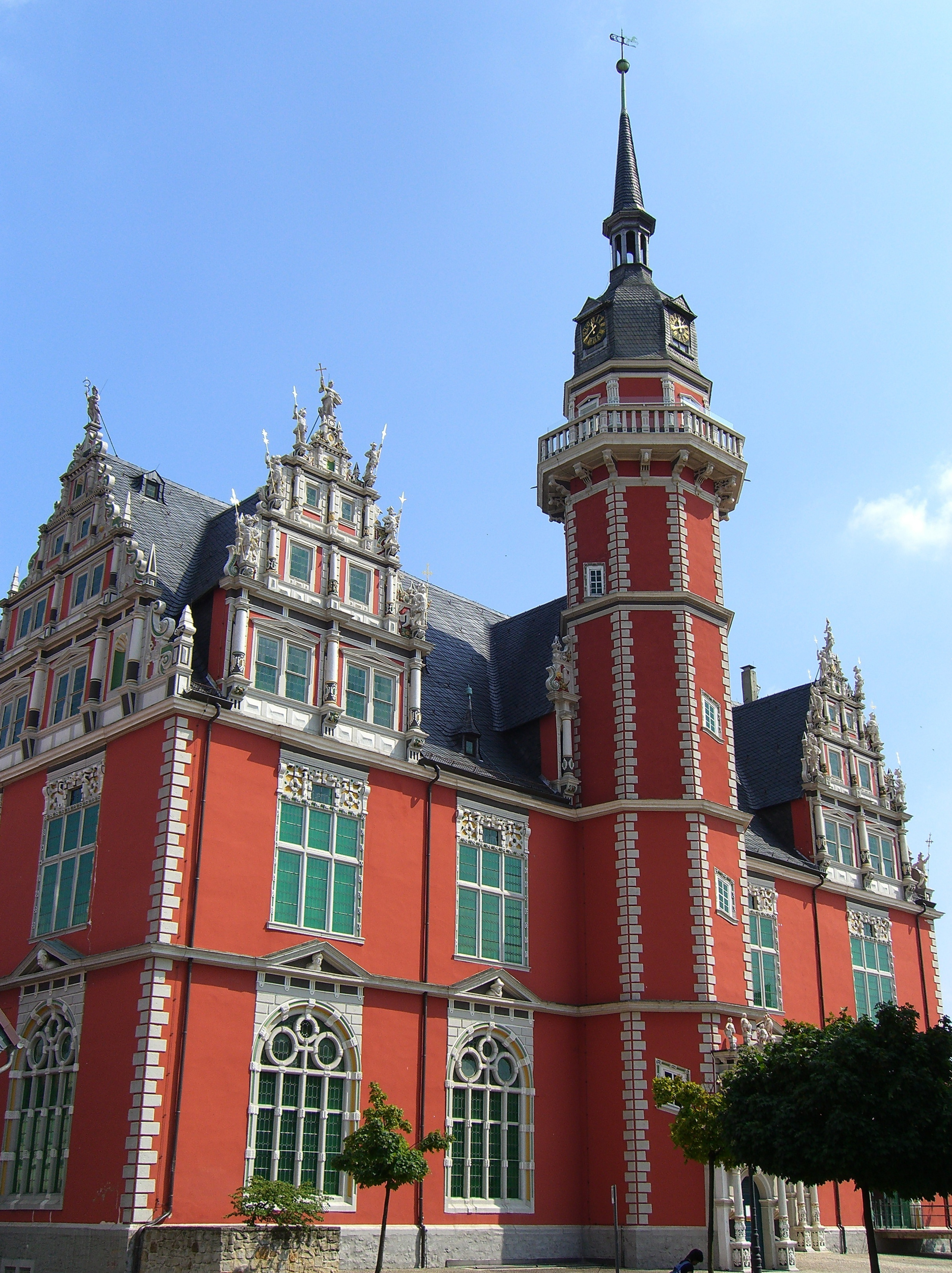
Westgiebel und Südfront
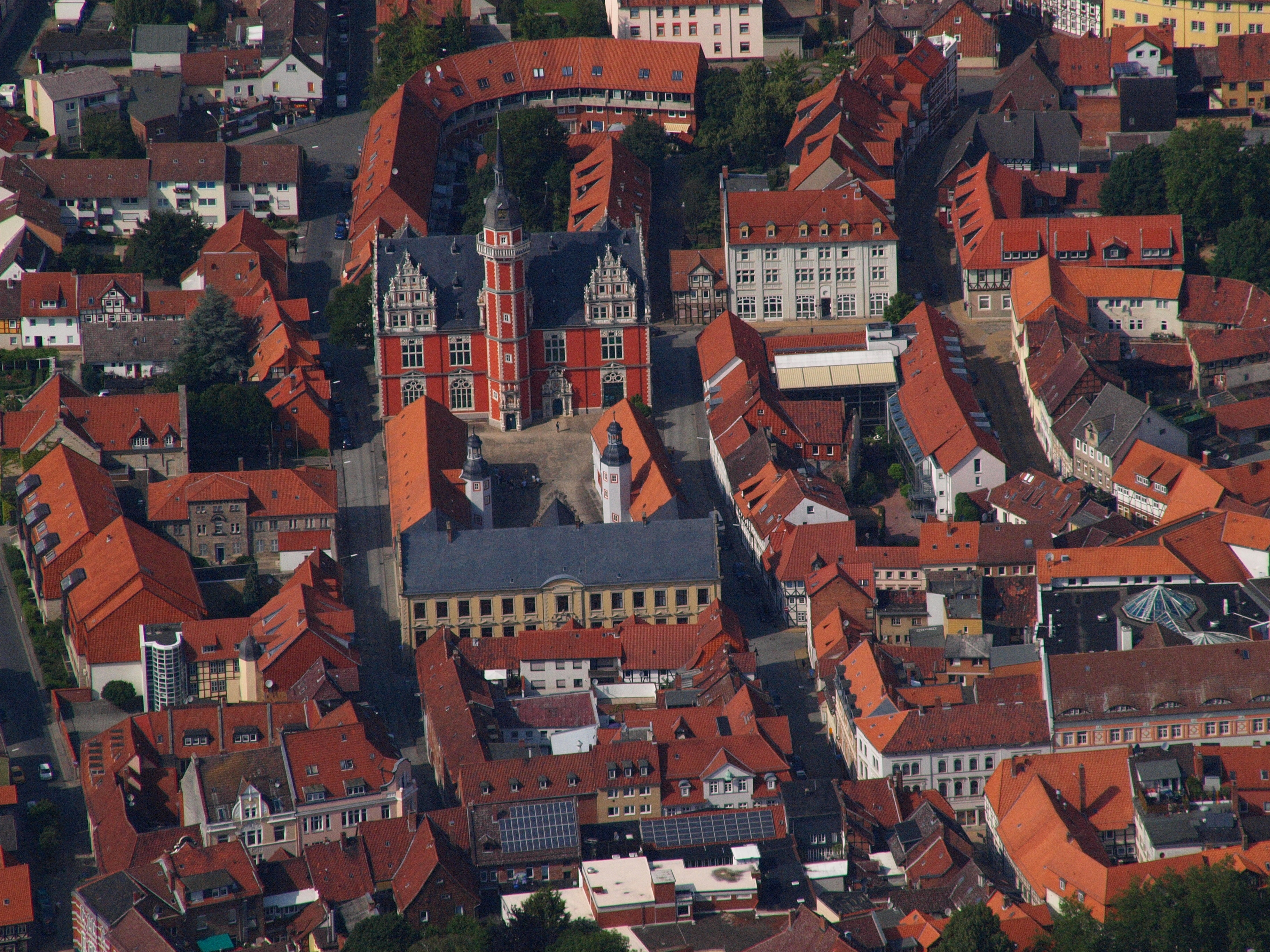
Luftaufnahme von Süden aus

## Baubeschreibung
Der als Aula- und Hörsaalgebäude errichtete Bau ist 40 Meter lang und 17 Meter breit und hat auf der Südseite einen 56 Meter hohen achteckigen Treppenturm, der oben eine Galerie trägt. Das Ober- und das Dachgeschoss sind nur über diesen vorgestellten Turm zugänglich.

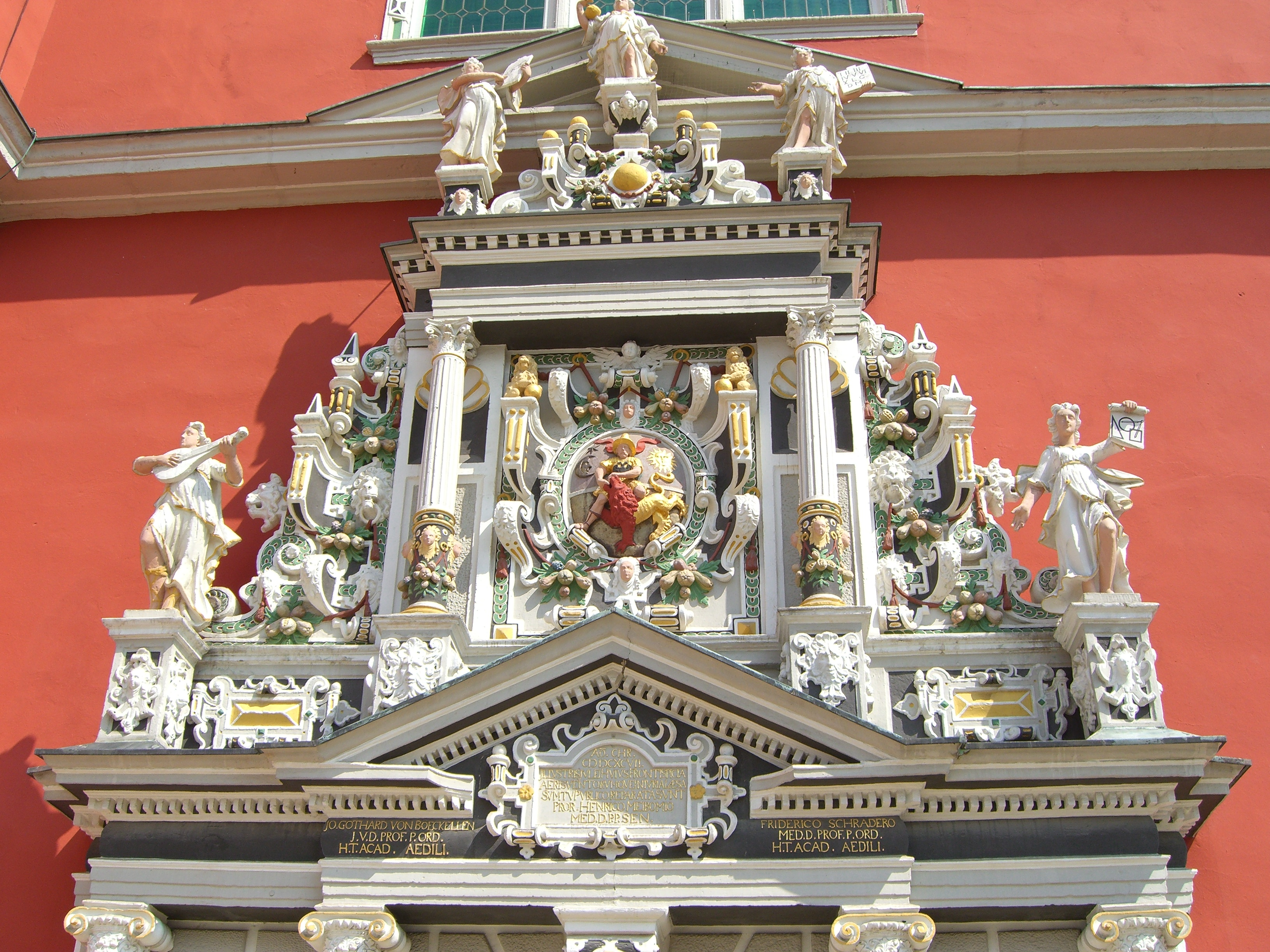
Portalschmuck mit Universitätswappen

Das Hauptportal an der südlichen Gebäudeseite befindet sich direkt neben dem Turm und ist mit fünf Figuren der sieben freien Künste (Septem artes liberales) geschmückt: „Astronomie“ mit Himmelskugel (Portalspitze), „Grammatik“ mit Griffel und Tafel (zweite Reihe links), „Arithmetik“ mit Tafel und Zahlen (zweite Reihe rechts), „Musik“ mit Laute (untere Reihe links) und „Geometrie“ mit Zirkel und Rolle (untere Reihe rechts). Es fehlen die Figuren „Rhetorik“ und „Dialektik“, die wahrscheinlich früher links und rechts neben der Tür in den Muschelnischen standen. Die Statuen symbolisieren die philosophische Fakultät. Ebenfalls über dem Portal ist das Universitätswappen angebracht, das die biblische Figur Simson darstellt, wie sie aus einem toten Löwen Honig entnimmt (Buch der Richter 14, 14: „…vom Starken kommt Süßes“ – häufige Deutung: Wer die Stärke der Wissenschaft [Löwe] besitzt, gewinnt den Reichtum der Erkenntnis [Honig]).
Das Turmportal führt zur Wendeltreppe im Turm. Das Wappen des Herzogs Heinrich Julius oberhalb der Tür weist ein zwölffeldriges Schild sowie fünf Helme auf. Über den Helmen befindet sich das Braunschweiger Ross an der Wolfenbütteler Säule. Das obere Gesims schließt mit drei gepanzerten Knaben ab, die Schilde tragen.
Die Hörsäle sind durch allegorische Figuren auf den Giebeln gekennzeichnet. Auf der östlichen Seite steht die Gestalt der Gerechtigkeit mit Waage und Schwert (Justitia, juristische Fakultät), der Westgiebel wird verziert durch eine Figur mit Schlangenstab und Kelch (medizinische Fakultät). Die Südfront des Juleums zeigt zwei mit Kriegerfiguren reichverzierte Zwerchhäuser. Auf ihren Spitzen befinden sich links eine Figur mit Kreuz und Buch (theologische Fakultät) und auf der rechten Seite eine Skulptur mit einer Taube (philosophische Fakultät). An der Nordseite des Gebäudes befinden sich drei Zwerchhäuser, deren Giebel jedoch ohne Figuren sind.
Oberhalb der Fenster des Erdgeschosses finden sich rund um das Gebäude in den Fensterstürzen verschiedene Figurenbüsten. Die drei Büsten der Südseite sind ein Bürgerhauptmann (mit Helm), ein Ratsherr (mit Halskrause) und die sogenannte „Hohenbuhlsche“ über dem heutigen Haupteingang, eine unbekleidete Frau mit einer Halskette. Am Ostgiebel sind die Büsten eines Mohren sowie eines Kriegers, am Westgiebel Till Eulenspiegel und eine Frau mit Kopftuch zu finden. Die Nordseite wird von verschiedenen Männerbüsten verziert.
Das Kellergeschoss
An der östlichen Seite liegen zwei ehemalige Trinkstuben. Der nördliche Schankraum war früher über das mit einem Vorbau versehene Nordportal zu erreichen. Diese Stube ist mit Kreuzgewölbe und Kamin ausgestattet. Die andere Trinkstube ist mit einer Flachdecke versehen und war während der Universitätszeit durch eine Wendeltreppe aus dem alten Bibliotheksraum im Erdgeschoss erreichbar. Nach Westen schließt sich der ehemalige Weinkeller an, in dem sich heute die Museumsräume befinden.
Das Erdgeschoss
Die Aula ist 28 Meter lang und 13,5 Meter breit. Wegen der Belastung durch das Obergeschoss ist sie auf ihrer Länge mit drei Pfeilern versehen. Die Deckenkonstruktion wird durch sichtbare Holzbalken (Kassettendecke) getragen. Zu Universitätszeiten hatte die unbeheizbare Aula einen aus Sandsteinplatten bestehenden Fußboden. Erst Ende des 19. Jahrhunderts wurden Dielen verlegt. Der heutige östliche Vorraum (Garderobenraum) ist durch den nach der Restaurierung angelegten Eingangsbereich zu erreichen und beherbergte bis ins 18. Jahrhundert die Universitätsbibliothek.
Das Obergeschoss

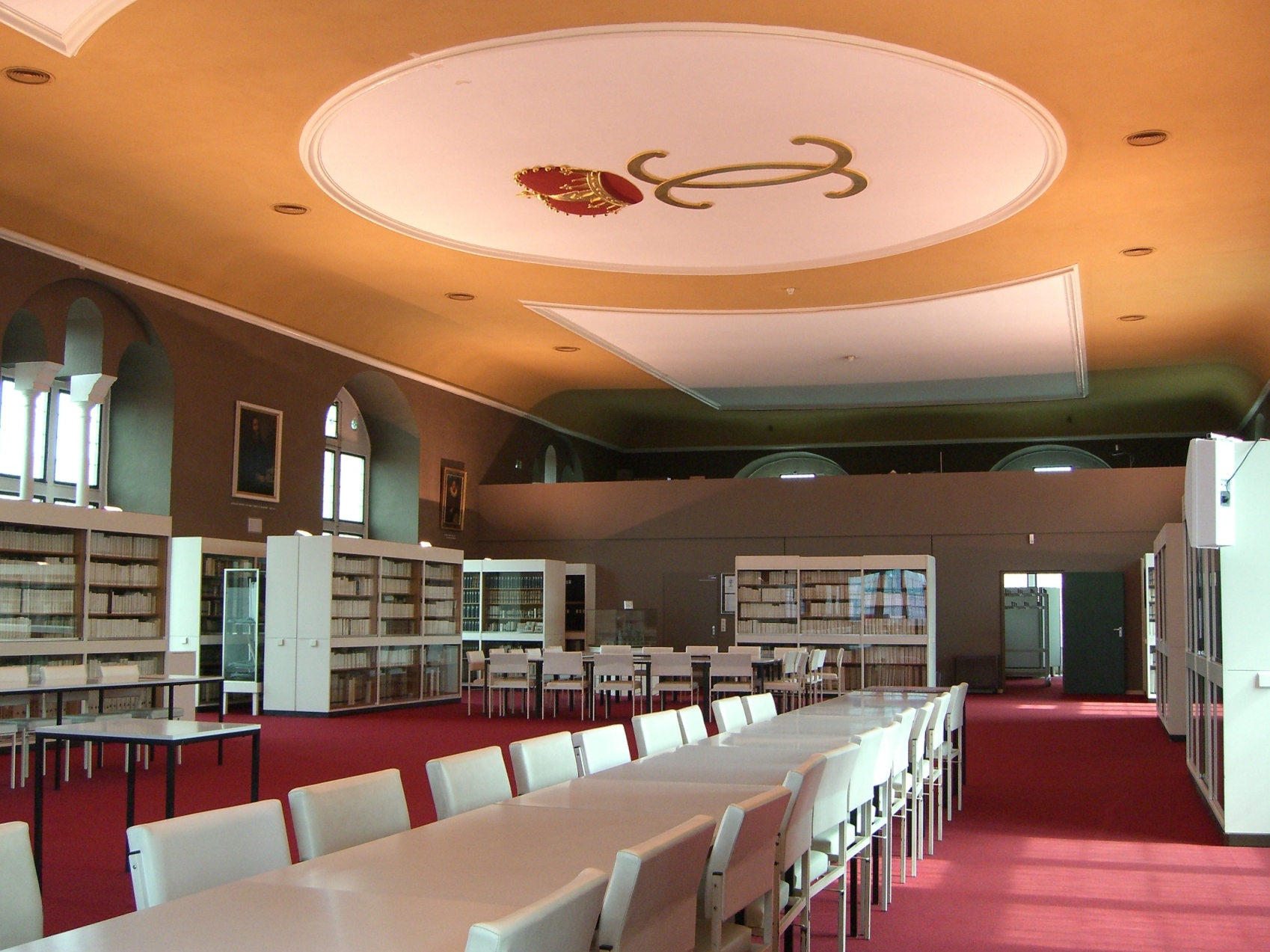
Bibliothekssaal im Obergeschoss

Hier befanden sich ursprünglich zwei quadratische Hörsäle (14,30 Meter mal 14,30 Meter), im Westen für die Mediziner und im Osten für die Juristen. In der Mitte zwischen den Vorlesungsräumen lag ein Vestibül, das zeitweise auch als „Disputierkammer“ diente. Um 1765 ließ Herzog Karl I. diese Räume zum Bibliothekssaal vereinigen und verlagerte den Bücherbestand vom Erdgeschoss in das Obergeschoss. An diese durchgeführten Umbauten erinnert noch das aus zwei verschlungenen „C“ bestehende und in Stuck ausgeführte Monogramm des Herzogs mit der darüber befindlichen Krone an der Saaldecke. Sowohl an den Wänden als auch in ca. 75 cm Abstand von ihnen wurden 3,5 Meter hohe Bücherregale eingebaut, so dass sich zwischen ihnen ein Gang um den ganzen Saal ergab. Im Mittelbereich befanden sich mehrere Reihen Stehpulte. Um die Tragfähigkeit zu erhöhen, wurden während der Restaurierung im 20. Jahrhundert Eisenträger in den Boden eingelassen. Dadurch wurde der Fußboden des Bibliothekssaales um 50 cm erhöht.
Das Dachgeschoss
Der Dachboden ist durch einen künstlerisch gestalteten Sandsteinrundbogen erreichbar. Seine stützenlose Decke ist im Dachstuhl aufgehängt. Dabei wird das Gewicht durch besondere Balkenkonstruktionen derart verlagert, dass es völlig auf den Außenmauern ruht.
Mit der Renovierung in den 1960er Jahren erhielt das Bauwerk auch sein derzeitiges Erscheinungsbild. Da die ursprüngliche Farbe des Gebäudes nicht mehr bekannt war, entschied sich der Denkmalschutz nach dem Vergleich mit anderen zeitgenössischen Bauten für das gegenwärtige markante Rot.